# Książek (Kłodzko)
Książek – dawna wieś, a obecnie historyczna dzielnica Kłodzka, położona w południowej części miasta, na lewym brzegu Nysy Kłodzkiej, w centrum Kotliny Kłodzkiej. Jako część miasta funkcjonowała do 2023 r.

## Geografia

### Położenie geograficzne
Książek leży w południowej części Kłodzka. Graniczy z: Zagórzem na południu, Przedmieściem Zielonym na północy, Leszczynami na zachodzie, a poprzez Nysę Kłodzką z Krzyżną Górą na wschodzie. Od centrum miasta jest oddalony o 1,5 km.

### Warunki naturalne
Książek jest niewielką osadą, stanowiącą część Zagórza. Jest położony przy ujściu Bystrzycy Dusznickiej do Nysy Kłodzkiej, na wysokości ok. 300 m n.p.m. Pierwsza rzeka dzieli się tu na kilka ramion, tworząc młynówkę i upust. Otoczenie stanowią głównie użytki rolne oraz łąki nadrzeczne. W okolicy występują piaskowce górnokredowe i amfibolity. W kamieniołomie hornfelsów na Krzyżniku (327 m n.p.m.) występuje wollastonit.

### Nazewnictwo
Książkiem współcześnie określana jest część Kłodzka położona na południe od stadionu miejskiego. Mimo to na obszar ten składają się dwie jednostki osadnicze, które w ciągu dziejów wielokrotnie zmieniały swoje nazwy. Są to: położony na południu, w miejscu, w którym Bystrzyca Dusznicka dzieli się na kilka ramion tworząc młynówkę – Książek właściwy oraz znajdujące się na północ od niego Pawłowo (zwane inaczej jako Pawłowa). Nazwy tych osad zmieniały się następująco:
- Książek – po raz pierwszy w 1345 roku nazywany jest Pfaffenbergische Mühle, następnie w 1460 roku już tylko jako Pfaffenmühle, a od 1490 roku jako Pfaffenmole. W 1910 roku wrócono do poprzedniej nazwy używając jej zamiennie od lat 30. XX wieku z nazwą Pfaffendorf[6]. Po 1945 roku przemianowany na Książek[7].
- Pawłowo – od końca XIV wieku figuruje pod nazwą Quergasse jako najdalej na południe wysunięte przedmieście Kłodzka. Po 1945 roku przemianowane na Pawłowo lub Pawłową od nazwy położonego w tym rejonie PGR-u[1].

## Historia
| 1345 | Pfaffenbergische Mühle |
| 1460 | Pfaffenmühle           |
| 1490 | Pfaffenmole            |
| 1910 | Pfaffenmühle           |
| 1945 | Książek                |

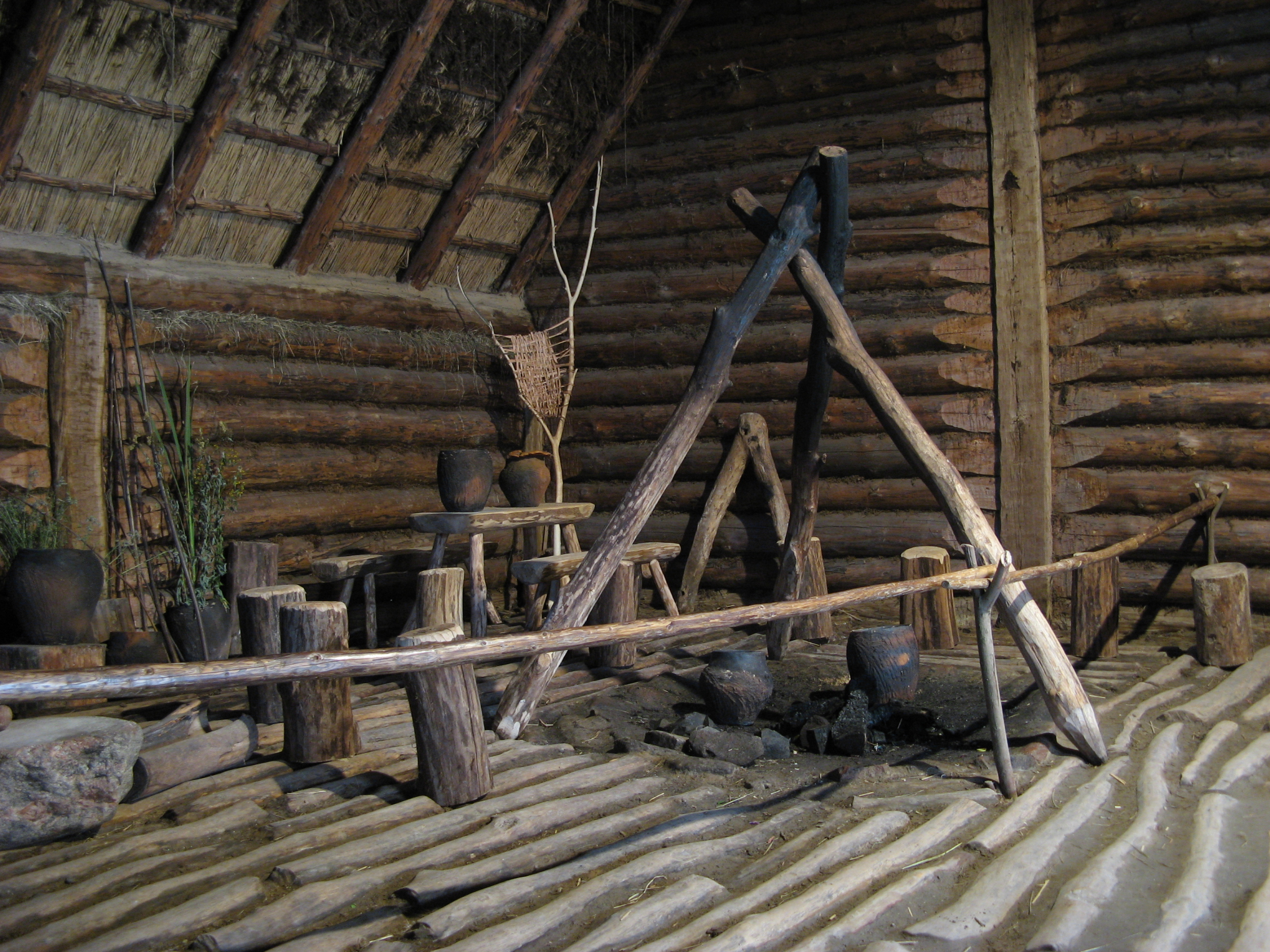
Przykładowe wnętrze chaty kultury łużyckiej

Książek jest terenem najstarszego osadnictwa na terenie Kłodzka, który zachował ciągłość osadniczą. W latach 1957–1969 odkryto i przebadano 2 osady z okresu kultury łużyckiej i z okresu wpływów rzymskich z początków naszej ery. Obie leżały na krawędzi terasy doliny Bystrzycy Dusznickiej na jej lewym brzegu:
- pierwsza znajdowała się w rejonie kamieniołomu za Krzyżnikiem,
- druga dalej na zachód, już w zasadzie na terenie Zagórza.

W obu odkryto ślady dużych półziemianek oraz liczne pozostałości ceramiki, wyrobów z kości i brązu. Później odkryto jeszcze osadę wczesnośredniowieczną datowaną na VIII–IX wieku.
Nie wiemy, kiedy powstała obecna osada, ale już w 1345 roku pojawia się pierwsza wzmianka o istnieniu tu młyna wodnego – Pfaffenbergische Mūhle. Informacja ta pada przy okazji, gdy grunt w sąsiedztwie nabyli bracia Jekil i Wolueram Czeterwangowie (von Tschetterwang). Jak można wnioskować z nazwy, młyn należał do komandorii joannitów z Kłodzka, którzy posiadali obok rozległa łąkę, zwaną Comthur Wiese. W 1490 roku w związku z młynem wymieniano w dokumentach niejakiego Breita Mertina. Później młyn stanowił własność miasta, a sam Książek stał się osadą podmiejską, z czasem włączoną w obszar Kłodzka. Kilkakrotnie młyn przewijał się w dokumentach miejskich.

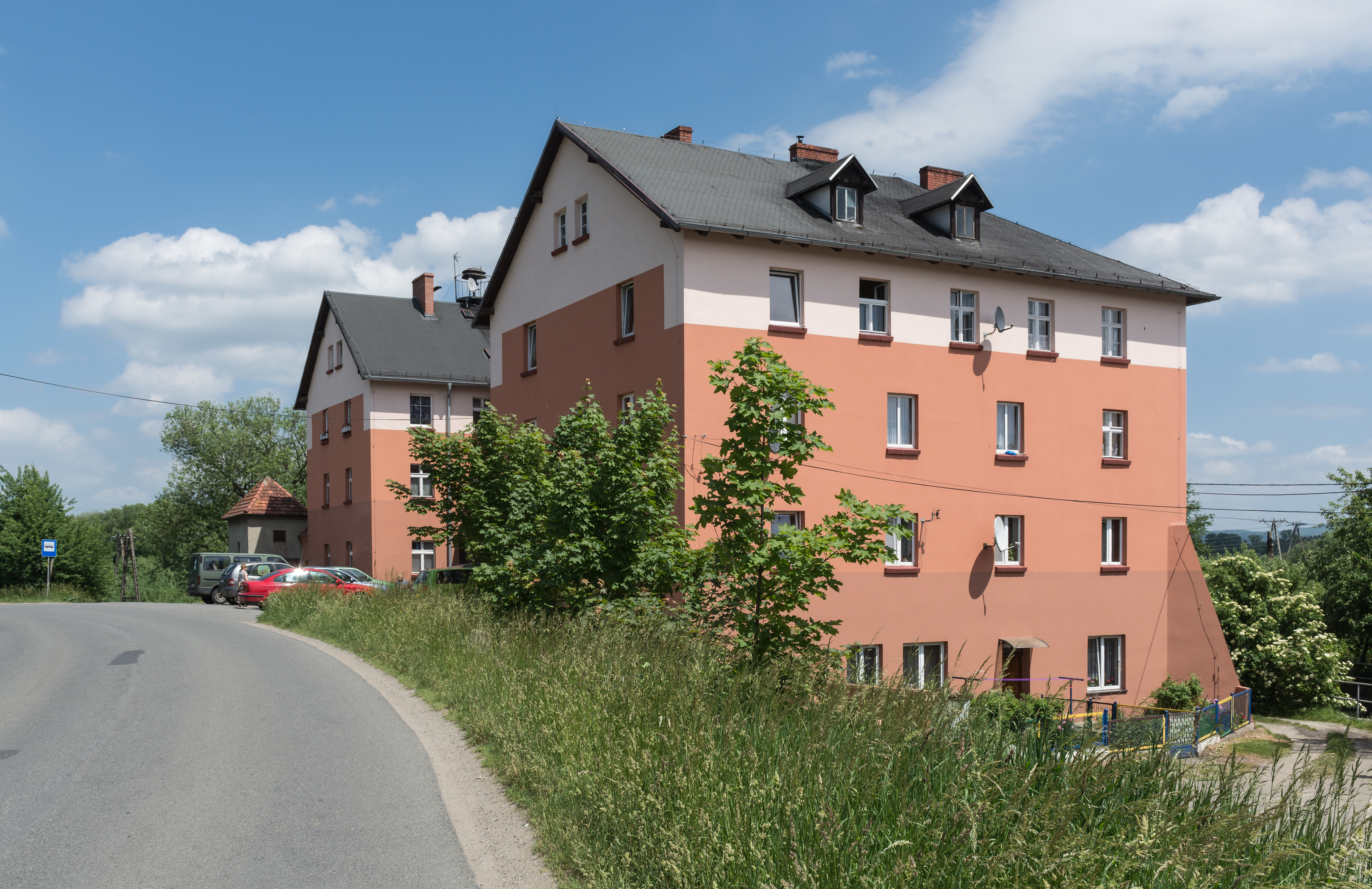
W skład zespołu dawnego młyna, będącego zalążkiem Książka wchodzą zabudowania położone przy ul. Korczaka 47-49

Książek związany był z dawnym przedmieściem Quergasse (północna część ul. dr. J. Korczaka, w pobliżu byłego PGR Pawłowo), z którym tworzył w późniejszym okresie jedną całość. Z czasem powstała tam mała osada, której zabudowania skupiały się wokół młyna. Na terenie Pawłowej zabudowa liczyła kilka domów i kaplicę. Sytuacja na terenie Książka nie zmieniała się nawet po przeprowadzeniu tędy linii kolejowej do Dusznik Zdroju w 1888 roku i zbudowaniu tu stacji kolejowej kilka lat później. Liczba ludności w 1910 roku wynosiła 50 mieszkańców. Wraz z likwidacją twierdzy i zezwoleniem władz państwowych na swobodną rozbudowę Kłodzka, co miało miejsce w 1877 roku, obszar przedmieścia Quergasse został włączony administracyjnie w granice miasta. Pewnym jest, że musiało to nastąpić przed 1886 roku, skoro w tym roku, na tym obszarze władze miejskie przystąpiły do budowy nowoczesnego zakładu wodociągów. Podobny los spotkał Książek właściwy w 1928 roku. Ważnym wydarzeniem na terenie tej części miasta była budowa w latach 30. XX wieku na terenie Pawłowej na obszarze dawnego starorzecza Nysy Kłodzkiej stadionu miejskiego i basenów tuż przy samej rzece.
Po przejęciu Kłodzka przez Polskę w 1945 roku Książek nie rozwijał się. Włączona w 1928 roku do miasta osada ponownie uzyskała niezależność, co potwierdza wykaz Ministerstwa Ziem Odzyskanych, gdzie widnieje jako osobna wieś. Sytuacja ta zmieniła się wraz z kolejną reformą administracyjną, kiedy to osadę tę ponownie włączono do Kłodzka w 1950 roku. Po zakończeniu II wojny światowej w miejscowym młynie ulokowano Dolnośląskie zakłady Artykułów Technicznych (obecnie Zakłady Drzewne Przem. Terenowego). Zlokalizowano na jego terenie dwa PGR-y: PGR Książek oraz PGR Pawłowa. Od 2 połowy lat 90. XX wieku nastąpił nieznaczny rozwój Książka, głównie jeśli chodzi o prywatne budownictwo jednorodzinne w rejonie głównej ulicy. W pierwszych dwóch dekadach XXI wieku trwa dalsza rozbudowa budownictwa jednorodzinnego w rejonie położonym naprzeciwko zabudowań dawnego „PGR Pawłowa”. Jako część miasta funkcjonowała do 2023 r.

## Administracja

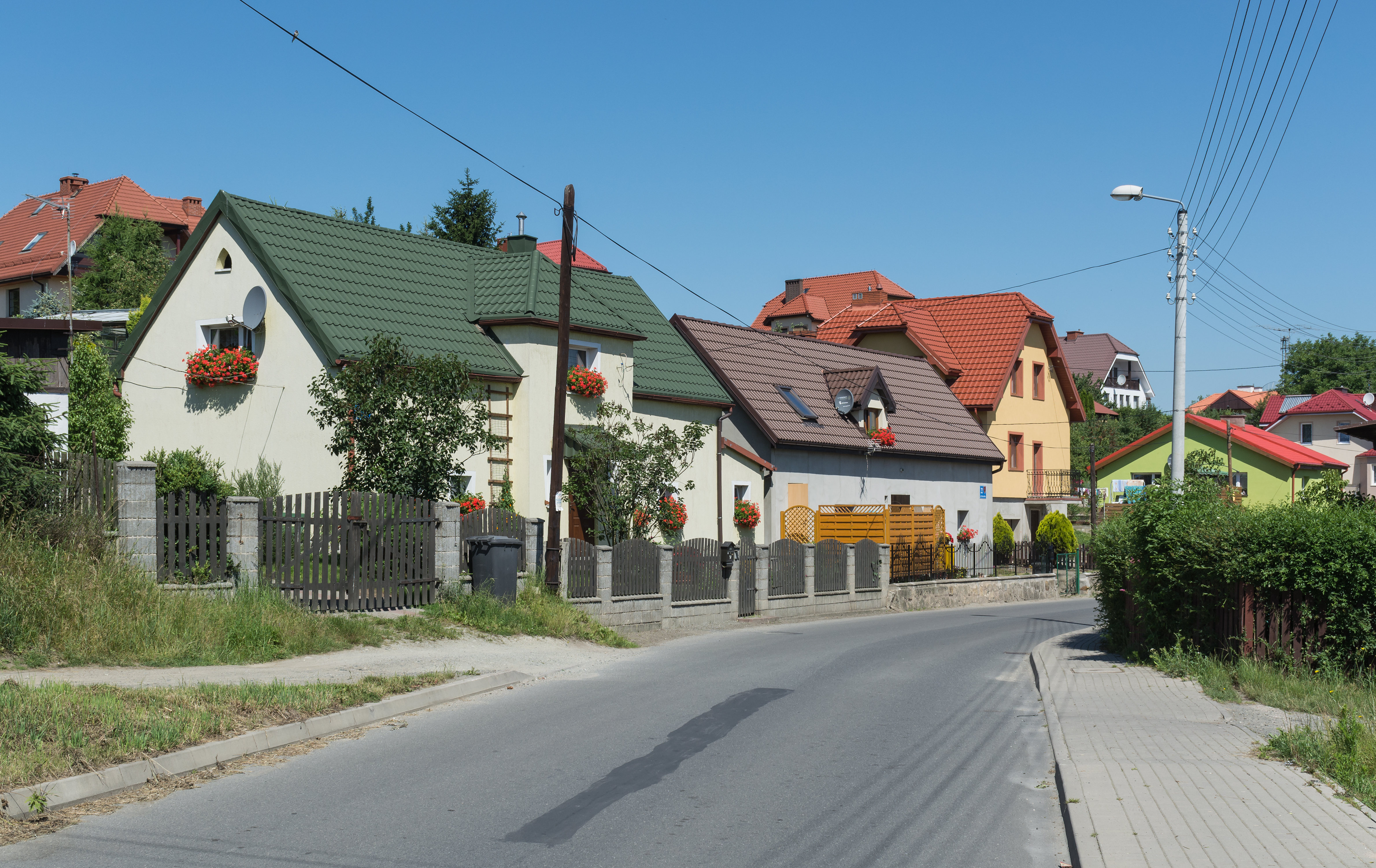
Ulica Korczaka

Pawłowo jako najdalej wysunięte na południe przedmieście Kłodzka (niem. Quergasse) oraz właściwy Książek, z racji faktu, iż lokalny młyn stanowił własność miejską, dzielił losy polityczno-administracyjne z tym miastem stopniowo od końca okresu późnego średniowiecza. W nim też w wyniku decyzji mocarstw po zakończeniu II wojny światowej w 1945 roku znalazł się w granicach Polski. Wszedł w skład województwa wrocławskiego, powiatu kłodzkiego. Po zmianach w administracji terenowej w latach 70. XX wieku Książek jako część Kłodzka wszedł w skład województwa wałbrzyskiego. W 1999 roku ponownie reaktywowano powiat kłodzki, który wszedł w skład nowo powstałego województwa dolnośląskiego.
Na terenie Kłodzka nie występują pomocnicze jednostki administracyjne, takie jak: osiedla, czy dzielnice, dlatego też o większości spraw decyduje samorząd miejski, którego siedziba znajduje się na pl. Bolesława Chrobrego, na Starym Mieście. Mieszkańcy Książka wybierają do Rady Miasta pięciu radnych co 5 lat (do 2018 roku kadencja trwała 4 lata), tworząc okręg wyborczy nr 3, wraz z całą południowo-zachodnią częścią miasta, położoną na lewym brzegu Nysy Kłodzkiej.

## Edukacja i kultura

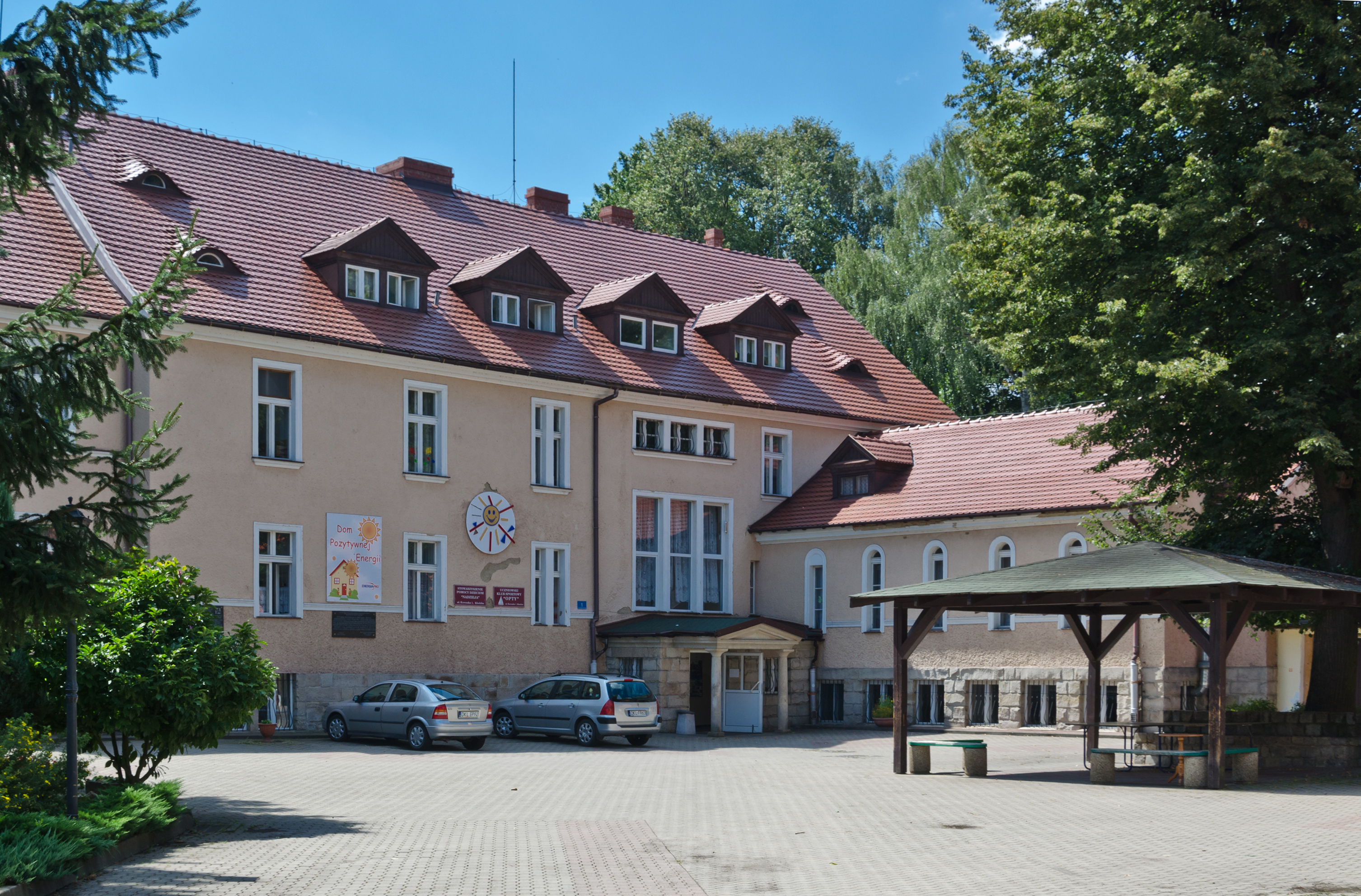
Dom Dziecka im. S. Starzyńskiego przy ul. Korczaka

Książek pozbawiony jest placówek edukacyjnych. Tutejsze dzieci w wielu 7–15 lat uczęszczają na zajęcia do Szkoły Podstawowej nr 6 im. Unii Europejskiej, mieszczącej się przy ul. Bohaterów Getta 22. Po jej ukończeniu młodzież kontynuuje w zdecydowanej większości naukę w szkołach średnich położonych w centrum miasta.
Przy ul. Korczaka 1 zlokalizowane jest funkcjonujące od 2014 roku Centrum Administracyjne Placówek Opiekuńczo-Wychowawczych, koordynujące działalność domów dziecka położonych na terenie Kłodzka. Jego dyrektorem jest mgr Monika Ślak. W skład tego kompleksu wchodzą następujące placówki:
- Dom Dziecka im. Stefana Starzyńskiego w Kłodzku przy ul. Korczaka 1 – przeznaczony jest dla 30 podopiecznych,
- Placówka Opiekuńczo-Wychowawcza Nr 1 przy ul. Korczaka 1a – przeznaczona jest dla 14 podopiecznych,
- Placówka Opiekuńczo-Wychowawcza Nr 2 przy ul. Korczaka 1b – przeznaczona jest dla 6 podopiecznych.

## Religia

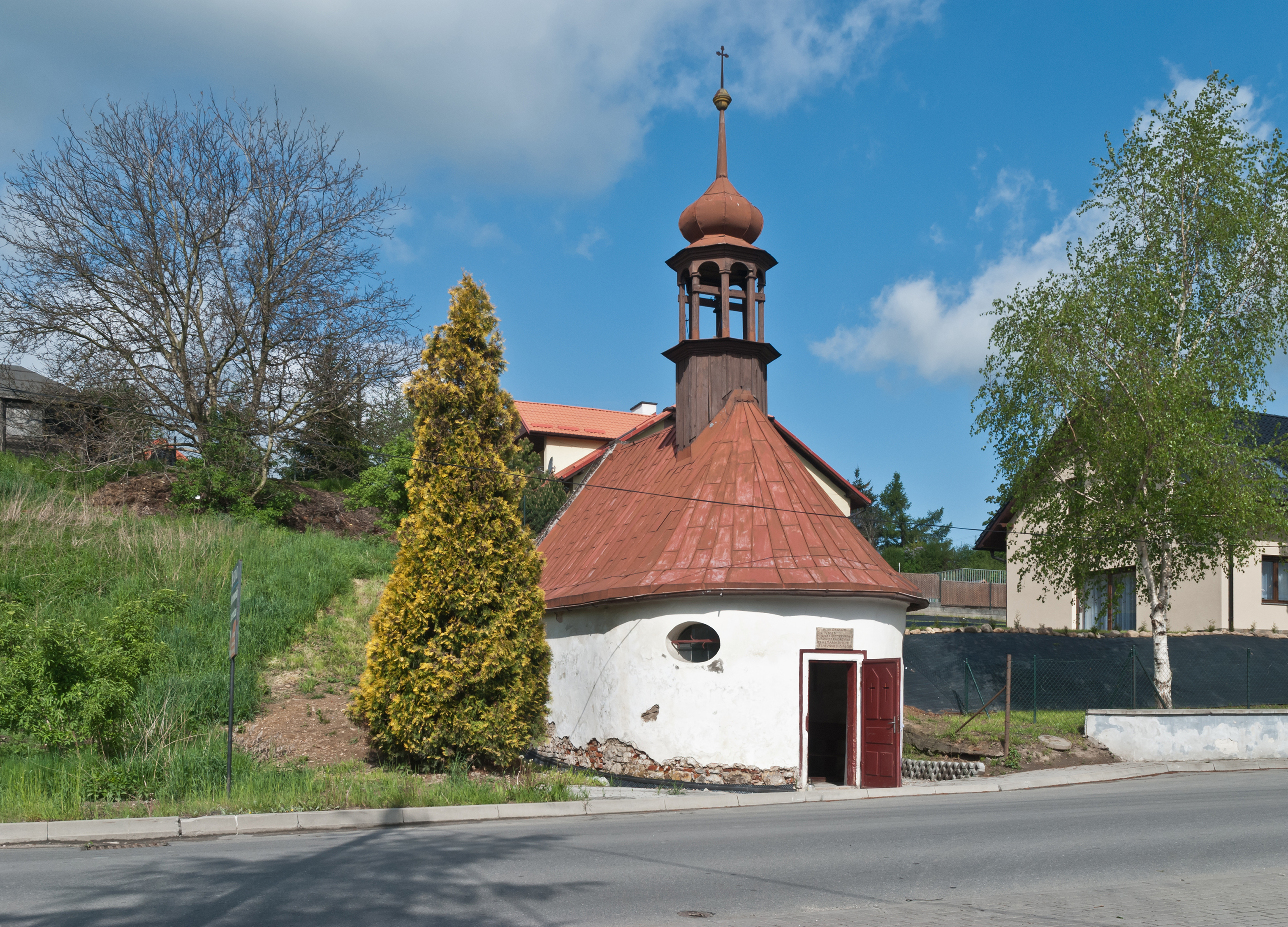
Kaplica pw. św. Ignacego Loyoli – najstarszy obiekt na Książku

Większość mieszkańców Książka należy do Kościoła katolickiego. Od średniowiecza osada ta podlegała pod parafię Wniebowzięcia Najświętszej Maryi Panny. W 1982 roku z jej terenów została wydzielona nowa parafia – Podwyższenia Krzyża Świętego, w której składzie znalazł się także Książek. Parafia ta wchodzi w skład diecezji świdnickiej i dekanatu kłodzkiego.

## Architektura i urbanistyka
Na terenie dzielnicy dominuje zabudowa z XIX wieku oraz nowoczesne domy jednorodzinne. W skład Książka wchodzi 7 ulic:
- ul. dr. Janusza Korczaka
- ul. Janusza Kusocińskiego (część)
- ul. Łąkowa (część)
- ul. Piękna
- ul. Różana
- ul. Sportowa
- ul. Wielisławska (część)

Do najcenniejszych obiektów na terenie Książka należą:
- Kaplica pw. św. Ignacego Loyoli – zbudowana w 1680 roku, w stylu barokowym na planie prostokąta z sygnaturką zwieńczona hełmem. Została ufundowana przez właściciela znajdującego się w sąsiedztwie majątku jako wotum dziękczynne[29].
- Zabudowania dawnego młyna wodnego – ul. Korczaka 51; pochodzą z XVIII wieku, były wielokrotnie przebudowywane.
- Dom mieszkalno-gospodarczy z dawną gospodą – ul. Korczaka 53 – pochodzi z XIX wieku.
- Kapliczka przydrożna – pochodzi z XVIII wieku, ma formę słupową.

## Gospodarka

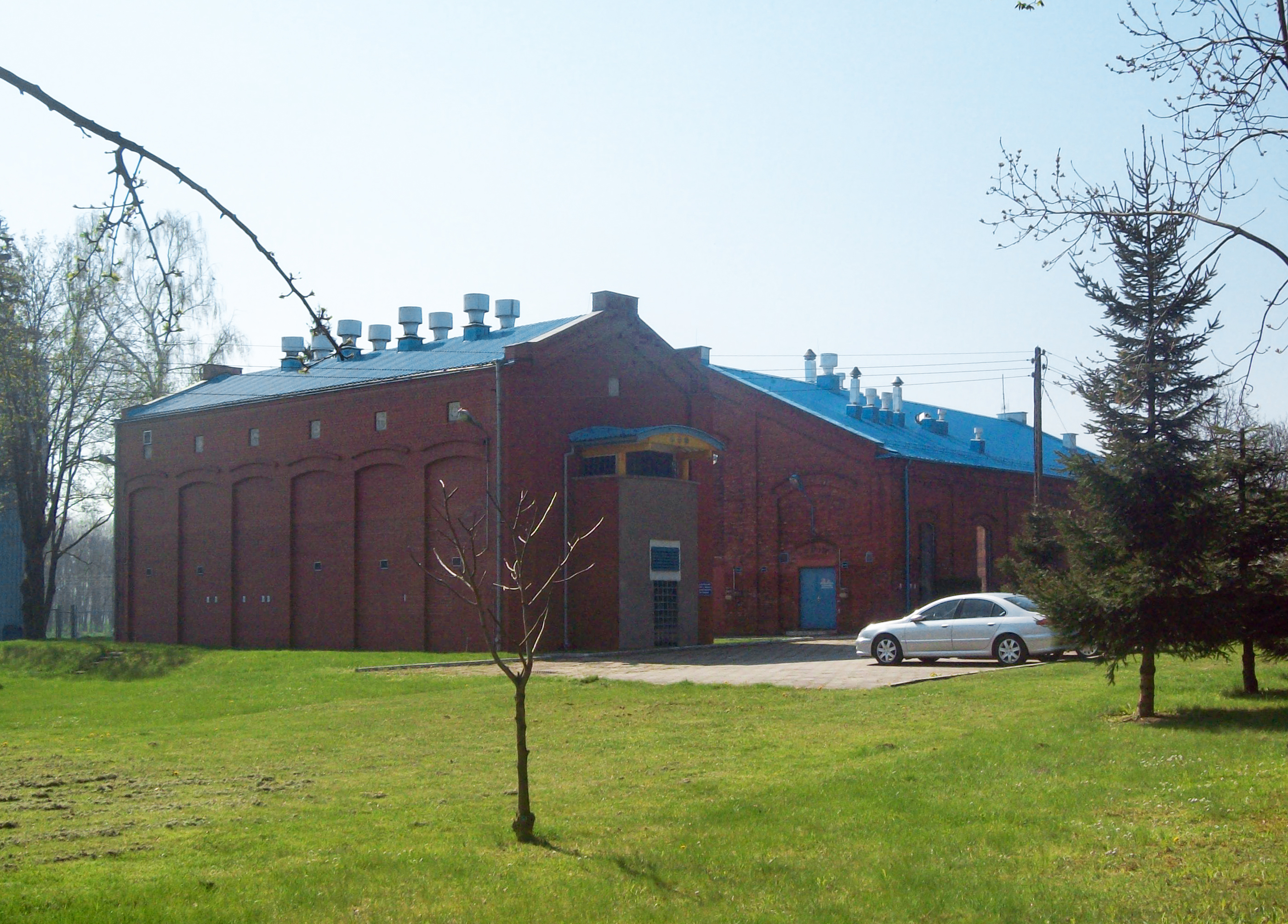
Wodociągi Kłodzkie – centralna stacja pomp, której początki sięgają 1886 roku

Książek był osadą głównie rolniczą, na której znajdowało się gospodarstwa rolne – PGR „Pawłowo”, które zostało zlikwidowane na początku lat 90. XX wieku wraz z transformacją gospodarczą Polski. Poza tym w zabudowaniach po dawnych młynie stanowiącym historyczną kolebkę dzielnicy mieściła się od 1945 roku Dolnośląska Fabryka Szpul przekształcona następnie w Zakłady Drzewne Przemysłu Terenowego, zajmujące się produkcją mebli z drzewa. Prowadziły one swoją działalność do końca dwudziestego stulecia.
Wzdłuż ul. Korczaka znajduje się główna baza Wodociągów Kłodzkich na którą składa się centralna stacja pomp, dzięki której w wodę zaopatrzone jest 60% mieszkańców miasta oraz wybudowana w latach 1996–1999 stacja uzdatniania wody o wydajności ok. 9000 m³/dobę. Wodociągi w tym miejscu powstały w 1886 roku pierwotnie jako przepompownia o napędzie parowym z wysokim kominem przemysłowym. Obiekt zmodernizowano w 1934 roku wyburzając m.in. komin. Zasilany był już wtedy energią elektryczną. Kolejne modernizacje w okresie powojennym zapewniają dobrą jakość wody, czerpanej z głębokich ujęć po obu stronach Nysy Kłodzkiej.

## Infrastruktura

### Transport

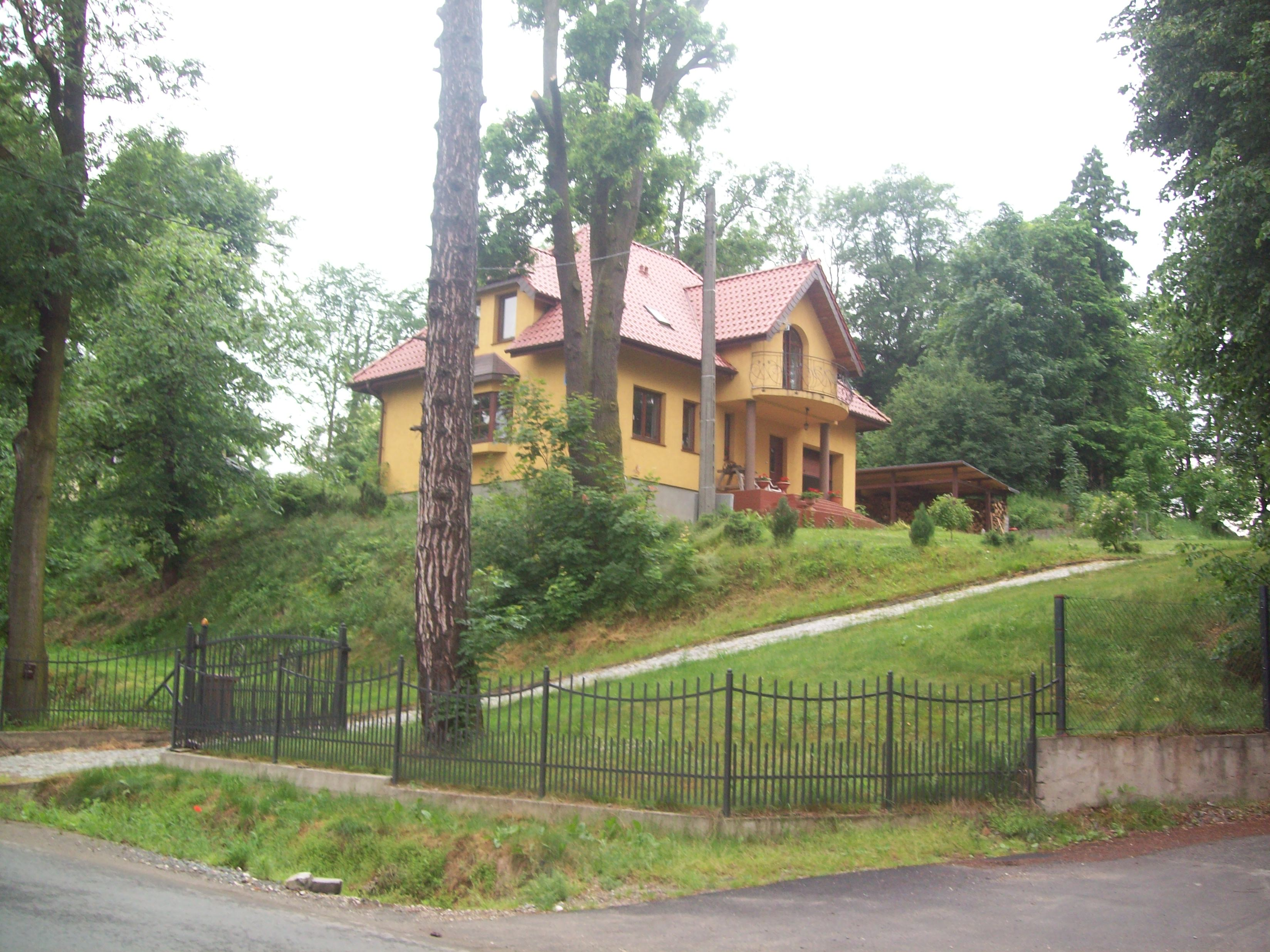
Nowy dom jednorodzinny na Książku położony przy ul. Korczaka

Książek w dawnych czasach znajdował się na obszarze ważnego szlaku handlowego wiodącego z Wrocławia przez Kłodzko i Bystrzycę Kłodzką do Przełęczy Międzyleskiej, gdzie znajdowała się granica z Czechami. W XX wieku wraz z rozwojem motoryzacji droga ta straciła na znaczeniu na rzecz nowej trasy położonej po prawej stronie Nysy Kłodzkiej. Współcześnie droga ta jako ulica dr. Janusza Korczaka jest główną osią Książka przez którą przebiega licząca łącznie 13 km długości droga powiatowa nr 3238D, która prowadzi przez Krosnowice, Gorzanów do Starej Łomnicy. Drugą istotną szosą jest droga powiatowa nr 3292D biorącą swój początek od skrzyżowania ul. dr. Janusza Korczaka z ul. Wielisławską i prowadząca do Starego Wielisławia
Przez osadę przechodzi linia kolejowa nr 309 z Kłodzka Głównego do Kudowy-Zdroju. Trasa ta powstała w latach 1890–1905, przy czym pierwszy jej odcinek prowadzący do Szczytnej przez Książek został otwarty już 15 grudnia 1890 roku. W południowej części znajduje się przystanek kolejowy Kłodzko Książek. Zbudowano go w 1895 roku po licznych protestach lokalnych mieszkańców. Początkowo składał się on z również z niezachowanego do dziś budynku stacyjnego. Współcześnie zatrzymują się na nim pociągi Kolei Dolnośląskich (od 2013 roku). Według stanu na wrzesień 2020 roku jest to 10 pociągów osobowych dziennie, obsługujących relację z Kudowy-Zdroju do: Legnicy (D5), Wałbrzycha Głównego (D15) i Wrocławia Głównego (D29).

### Komunikacja

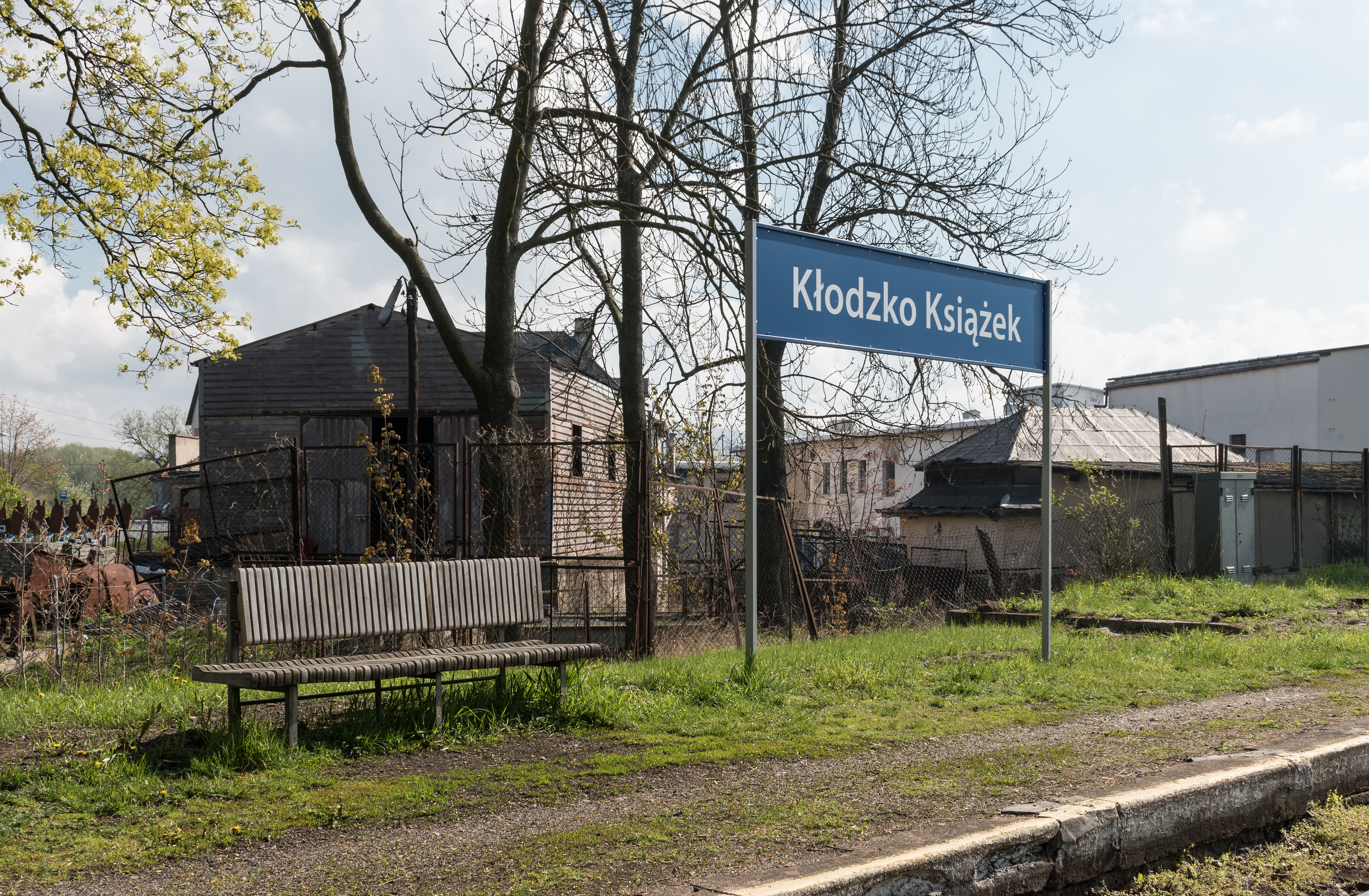
Przystanek osobowy Kłodzko Książek przed modernizacją w 2018 roku

Komunikację miejską i podmiejską w Książku obsługuje PKS Kłodzko, przy czym na terenie dzielnicy znajduje się tylko jeden przystanek autobusowy położony w bezpośrednim sąsiedztwie przystanku kolejowego. Zatrzymują się na nim autobusy realizujące relację: Kłodzko Dworzec Autobusowy – Starków. Do lat 90. XX wieku linia ta nosiła numer 1.

### Bezpieczeństwo
W zakresie ochrony przeciwpożarowej oraz innych miejscowych zagrożeń – Książek podlega pod rejon działania Powiatowej Straży Pożarnej oraz Komendzie Powiatowej Policji w Kłodzku. Funkcję dzielnicowych pełnią: st. sierż. Paweł Rudawski z Rejonu służbowego nr 3 dla ulicy Korczaka i asp. sztab. Rafał Pietrołaj dla ul. Wielisławskiej (Rejon służbowy nr 6). Z ramienia kłodzkiej straży miejskiej III Rejon Służbowy obsługują st. insp. Krzysztof Wajda i mł. strażnik Sebastian Ligas, zaś VI Rejon Służbowy: st. insp. Robert Garbowski i mł. strażnik Arkadiusz Pawłowicz.
Przy ul. Łąkowej 5 zlokalizowany jest jedna z przychodni Centrum Medycznego „Salus”. Mieści się ona w XIX-wiecznej kamienicy, w której do 1991 roku działa Szkoła Specjalna nr 4.

## Sport i rekreacja

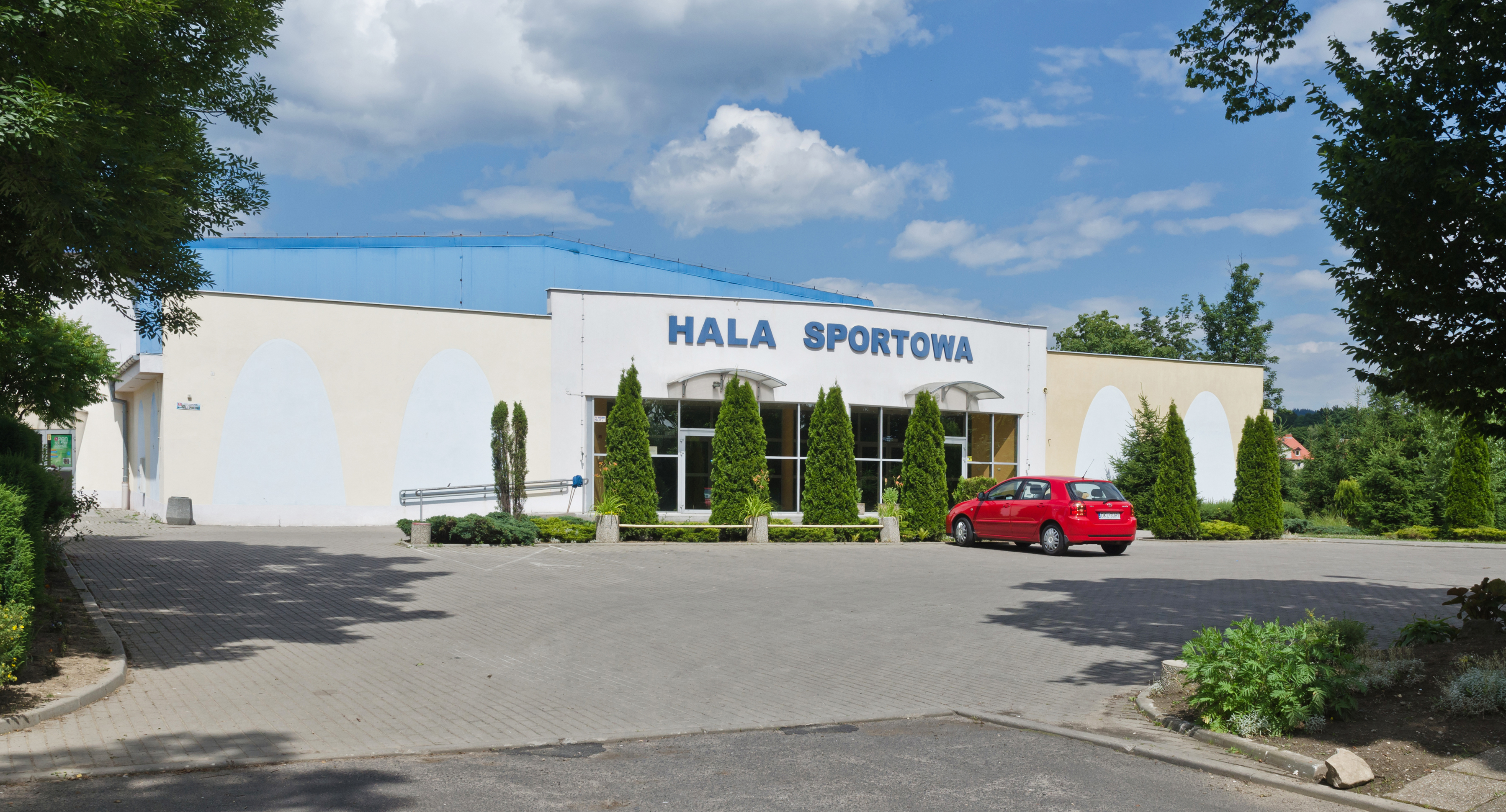
Hala Sportowa na terenie kłodzkiego OSiR

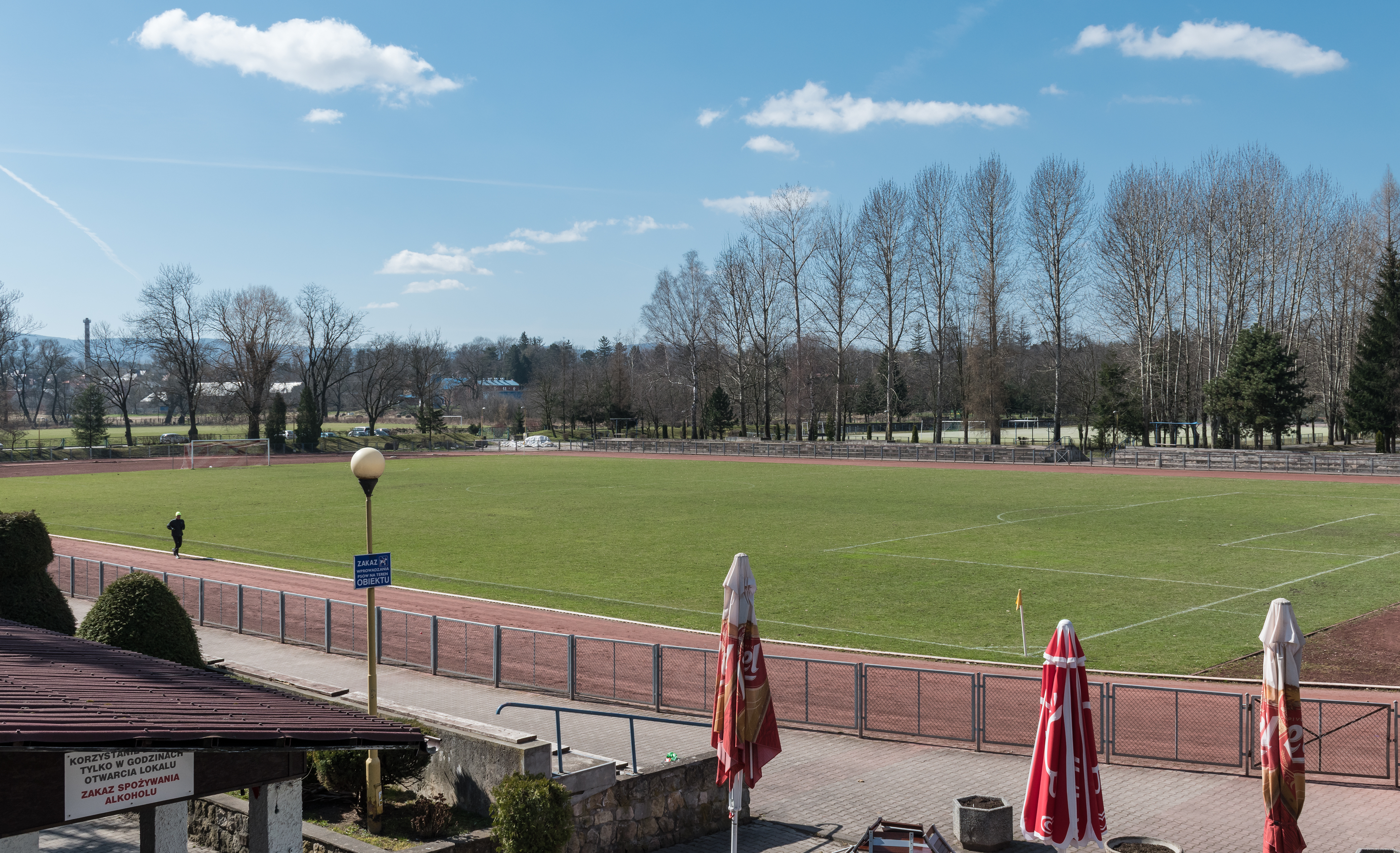
Murawa głównego stadionu piłkarskiego na którym swoje mecze rozgrywa MKS Nysa Kłodzko

Na obszarze Książka znajdują się jedne z największych w mieście pod względem zajmowanego obszaru ogródki działkowe. Zajmują one obszar ograniczony ulicami: Łąkową, dr. Korczaka, Wielisławską i Letnią:
- POD Perła I
- POD Perła II
- POD Perła III

W okresie dwudziestolecia międzywojennego przy ul. Kusocińskiego po osuszeniu dawnego starorzecza Nysy Kłodzka powstał stadion miejski z basenami. Stanowi on współcześnie zwarty kompleks Ośrodka Sportu i Rekreacji (OSiR). Znajdują się tam dwa boiska do gry w piłkę nożną (w tym jedno ze sztuczną nawierzchnią), siatkową i koszykową. Ponadto są tam korty do gry w tenisa ziemnego, trzy boiska do gry w siatkówkę plażową, skatepark ze sztucznym oświetleniem, jak również przyrządy do street workoutu i siłownia. W okresie zimowym można skorzystać ze sztucznego lodowiska. Na terenie obiektu znajduje się także hala sportowa z trybunami, odkryty basen, który czynny jest tylko w okresie letnim i znajduje się przy Domu Wycieczkowym „Na stadionie”, dysponującym 41 miejscami noclegowymi. Na jego parterze mieści się restauracja. We wschodniej części ośrodka turyści mają do dyspozycji pole namiotowe z miejscami na przyczepy campingowe.
Swoją siedzibę mają tutaj 2 kłodzkie kluby sportowe:
- ASK Doral Nysa Kłodzko – polski II-ligowy klub koszykarski występujący w gr. B
- MKS Nysa Kłodzko – uczestniczący w rozgrywkach piłkarskich IV ligi dolnośląskiej